# Kenyamyidae
Kenyamyidae — вимерла родина гризунів з Африки, яка мешкала в епоху нижнього міоцену. У родині два роди, Kenyamys і Simonymys, обидва описані Lavocat в 1973 році. Є два види Kenyamys, K. mariae і K. williamsi. Існує лише один вид Simonymys, S. genovefae.